# محمد قاسم

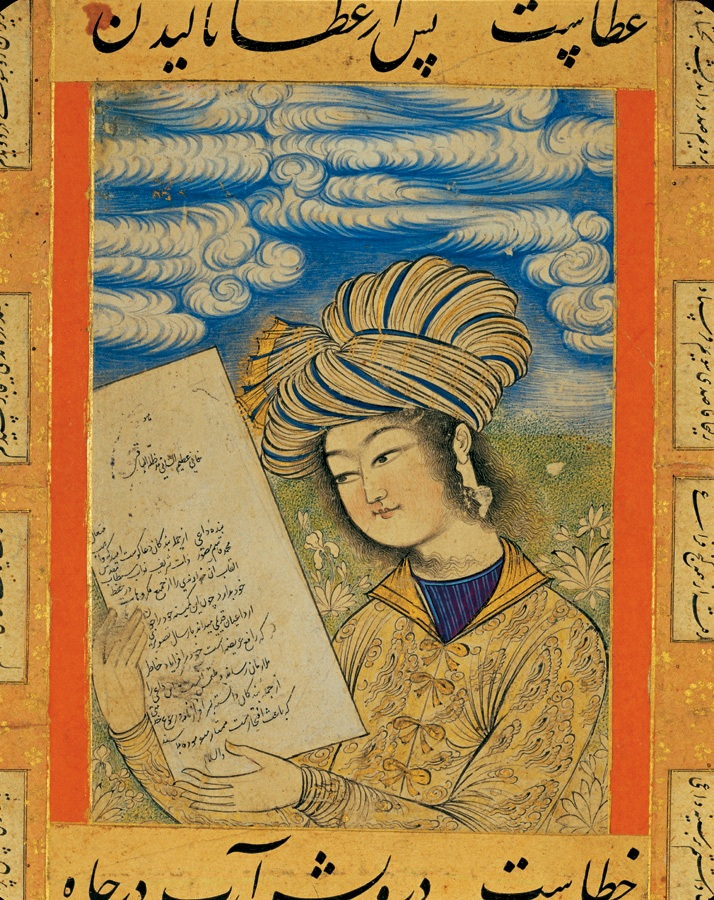
تصویر ۱: مرد جوان با نامه، نگاره‌ای از محمد قاسم، ۱۶۲۹ میلادی، کاخ گلستان، تهران

محمد قاسم مصور تبریزی یا سراجای نقاش، نگارگر، شاعر، خطاط و موسیقیدان صفوی قرن یازده قمری (احتمالا ۹۶۵ قمری تا ۱۰۴۰ قمری) یا هفده میلادی است.
وی اصالتاً اهل تبریز بود که پس از درک مقدمات تصویرسازی، راهی اصفهان شده و در خدمت استادان نامی و پرآوازهٔ آن سامان قرار گرفت. به گواه آثارش و تذکره‌های یادشده، می‌توان او را با رضا عباسی، افضل حسینی، شفیع عباسی و محمدیوسف‌نگارگر، یعنی تا پایان سلطنت شاه عباس دوم (۱۰۵۲ تا ۱۰۷۷ قمری) معاصر دانست.

## زندگی‌نامه
اگر چه در تذکره‌های بسیاری از او نام برده نشده، اما قلی‌بیک بن داودقلی شاملو مؤلف کتاب قصص الخاقانی از محمد قاسم چنین یاد کرده‌است که «وی هنرمند و شاعری بود که در اصفهان به سال ۱۶۵۹ به خاک سپرده شده‌است.»
همچنین در تذکرهٔ نصرآبادی این‌گونه از او یاد شده: «سراجای نقاش، محمدقاسم نام دارد. در فن نقاشی زرنشان به مرتبه‌ای است که رخسار زرافشان سیم وشان را در عرق شرم دارد و از اثر تردستی اش، از ابر تصویر گوهر می‌بارد. در کوی اهلیت خانه دارد و در گلشن آدمیت و نامرادی سیار است. در اصفهان پیوسته با موزونان محشور و از نمک صحبتش بزم عزیزان پرشور است. تتبع بسیار از متقدمین نمود. در امتیاز سخن طبع اش خالی از دقت نیست. فکر شعر هیچگاه نمی‌کند. این چند بیت را بدیهه گفته، جهت یادآوری داخل این صحیفه نمود، رباعی:
| امروز نداند کسی اندازهٔ ما   |  | کس را نبود خیر ز شیرازهٔ ما   |
| خواهد گشتن بلند بعد از مردن |  | چون کرم سفید مهره آوازهٔ ما.» |

این بیت نیز منسوب به وی است:
| ز دوستیش دلم چون دهد که رو تابم |  | که هرگهم به نگه کشت و از تغافل سوخت. |

## سبک و شیوه

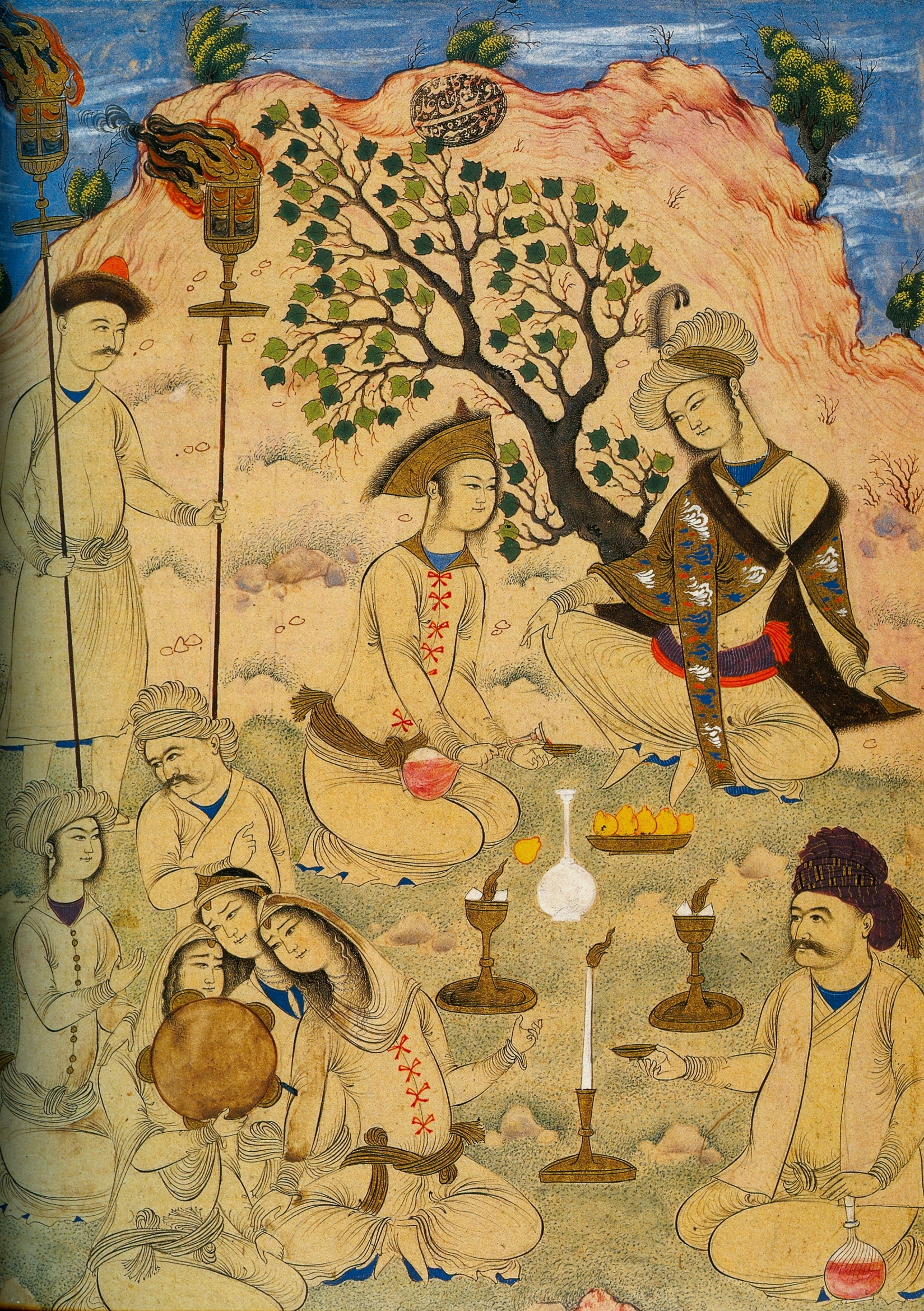
تصویر شمارهٔ ۴: پذیرایی شاهزاده در هوای آزاد. محفوظ در کتابخانهٔ بریتانیا، گمان بر این است که شاهزادهٔ تصویر، شاه عباس دوم باشد.

محمد قاسم معاصر رضا عباسی، شاگرد و پیرو سبک او بود، ولی با آثاری دارای مشخصه‌ها و ویژگی‌های شخصی است. شیوهٔ قلم‌گیری و طرح‌بندی‌های محمد قاسم بسیار شبیه رضا عباسی است، اما توجه به کوهسازی و منظره‌سازی از ویژگی‌های نقاشی اوست. به نظر می‌رسد که این دو در نقاشی‌های چهلستون و عالی قاپو همکار بوده‌اند. همچنین سبک محمدعلی‌نگارگر، محمدیوسف‌نگارگر و محمد قاسم نیز با همدیگر بسیار نزدیک بوده‌اند، و به این دلیل شیوهٔ کار آن‌ها بسیار مشابه‌است. از خصوصیات مشترک نقاشی محمد قاسم و محمد علی شیوهٔ نقطه‌چین است.
ابوالعلاء سودآور در خصوص سبک محمدقاسم می‌نویسد: هرچند سبک نقاشی محمدقاسم شاگرد رضا به تدریج پیشرفت کرد، با این حال آثارش از روی نقاشی نقطه به نقطه‌ای، ابرهایی که به‌صورت قطعاتی درهم تداخل دارد، و صورت مدوّر جوانان با چشمانی خمارتر قابل تشخیص است.
او نخستین نقاشی است که در عهد ایران صفوی، متأثر از نقاشی اروپایی، ابر را از صورت کهن در نگارگری ایرانی خارج ساخته و آن را به شکل طبیعی نزدیک ساخت. پس از وی در آثار محمدزمان و علی‌قلی‌جبه‌دار شکل ابر به شیوهٔ وی جلوه‌گر است، در صورتی‌که سایر معاصرین‌اش، مانند محمدیوسف و معین مصور ابر را مانند نقاشان قرن دهم می‌ساختند. در آثار محمدقاسم به وضوح خصوصیات التقاطی که شامل عناصر ایرانی و اروپایی است دیده می‌شود. بی‌تناسبی اندام و حالت‌های تصنعی از ویژگی‌های آثار وی است، که در آن عناصر التقاطی استحاله نیافته. در حالی که در آثار استادش رضا عباسی تناسبات به‌غایت زیبا و اجزاء به کمال با همدیگر موزون شده‌اند.
محمدقاسم نیز چون هم‌قطاران معاصرش تحت تأثیر نقاشی اروپایی و خواست مشتریان، عناصر جدیدی به نقاشی ایرانی افزود. چنان‌که در سفارشنامه‌ای که خطاب به او برای نگارگری صندقچهٔ کیفیت (نوعی کیفدان یا چمدان بزرگ) نگاشته شده، سفارش دهنده از او درخواست می‌کند چنین نگاره‌هایی نقش کند:
حورپیکر فرنگی که به تار زلف مجعد دل نظارگی را قید فرنگی نماید. به مالندگی او مشغول شده پذیرای صورت شود. دیگر پسر غلمان پیکر که به نمونهٔ کُنج لب روح پیرایه، گنج معجزات روح‌اللهی را ویرانهٔ تب خجلت گرداند؛ و دیگر دو دختر قمر منظر مهر پیکر که یکی جهت گزک، خربزه‌ای که از حلاوت تصور تصویرش آب هوس در دهان بستان پیرای نظر آرزو گردد. بر ضلعی صورت کلیسایی چون مسجد اقصای محبت مرصوصه‌البنیان قبول ارتفاع یابد و…

## شرحی بر آثار

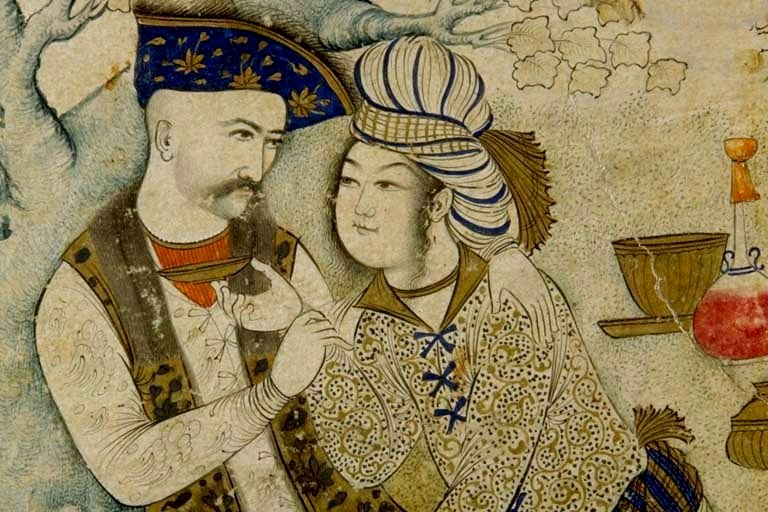
تصویر شمارهٔ ۲: نگارهٔ شاه عباس و جوان، موزهٔ لوور

محمد قاسم بیشتر به خاطر آثار تک برگی موجودش، و نیز ۴۳ نگارهٔ منسوب به او از مجموع ۱۴۸ یا ۱۴۹ نگارهٔ شاهنامه قرچغای خان شناخته می‌شود. او بر طبق کتیبه‌ای متعلق به سال ۱۶۴۷ میلادی که توسط هنرفر کشف شد، در بعضی از نقاشی‌های کاخ چهلستون که به دستور شاه عباس دوم صورت گرفته مشارکت داشته و همچنین احتمالاً در ترسیم دیوارنگاره‌های عالی قاپو نیز دخیل بوده‌است. وی در سال ۱۰۲۴ قمری مأمور جمع‌آوری دیوان عرفی شیرازی شده و توانست در یک سال از عهدهٔ این امر برآید و کلیاتی مشتمل بر چهارده هزار بیت از غزل و قصیده و رباعی و مثنوی و غیره فراهم آورد.
نگاره‌های سوز و گداز نَوعی خَبوشانی که اینک در چستربیتی دوبلین نگهداری می‌شود نیز منسوب به وی است.
از نگارهٔ شاه‌عباس و جوان که در موزهٔ لوور نگهداری می‌شود، چنین بر می‌آید که محمدقاسم نقاش درگاه شاه‌عباس، یا از دایرهٔ نزدیکان‌اش بوده، که به خلوت شاه چنین راه یافته و آن را تصویر کرده‌است. همچنان‌که در خلوت شاه‌عباس تنبور نیز می‌نواخته‌است.
میان سلاطین صفوی از هیچ پادشاهی تصویری به زیادی شاه‌عباس نیست و در بیشتر این تصاویر شاه با کلاه مخصوص که جز او و شاید صفی‌میرزا کسی برسر ندارد نشان داده می‌شود. در بالای رقم محمدقاسم در نگارهٔ مذکور این بیت به چشم می‌خورد:
| برآرد روزگارت از سه لب کام |  | لب یار و لب جوی و لب جام. |

## نگارخانه

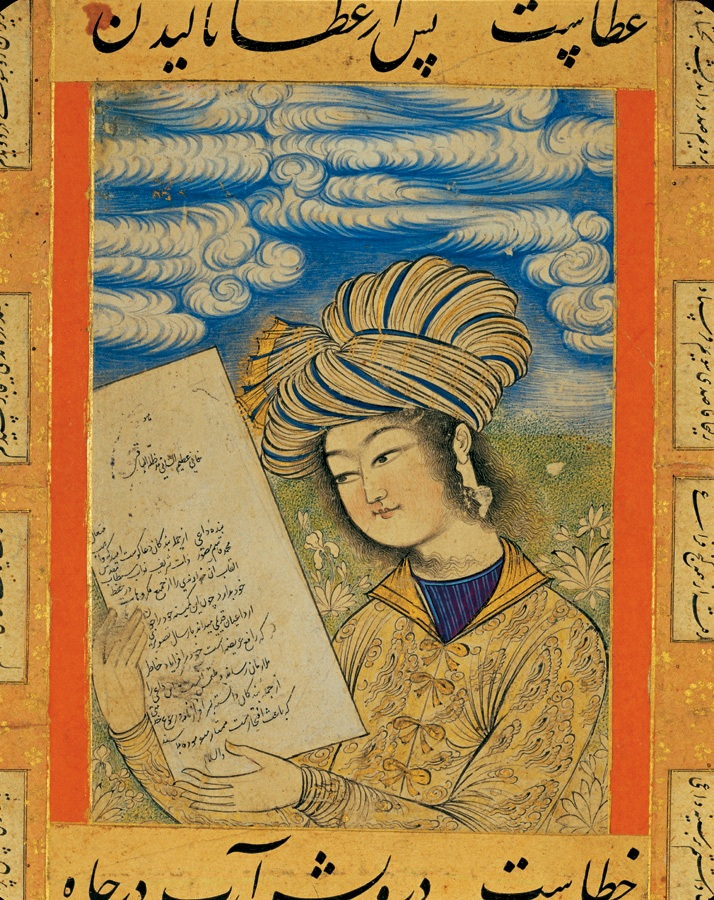
تصویر شمارهٔ ۱
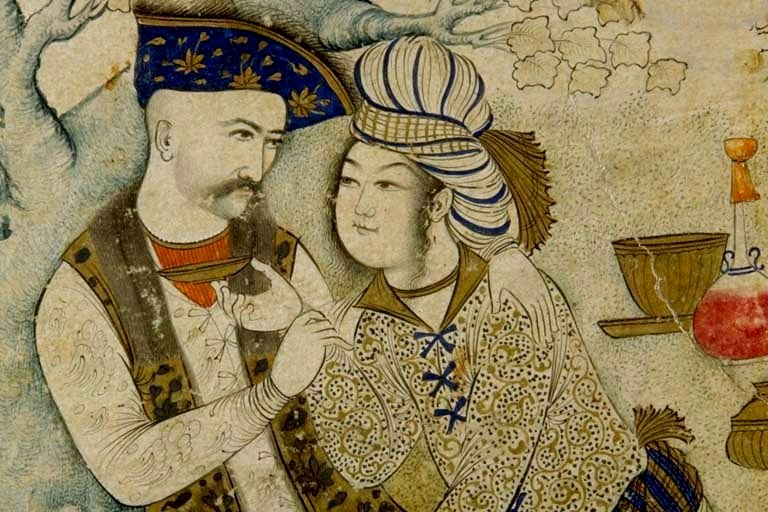
تصویر شمارهٔ ۲
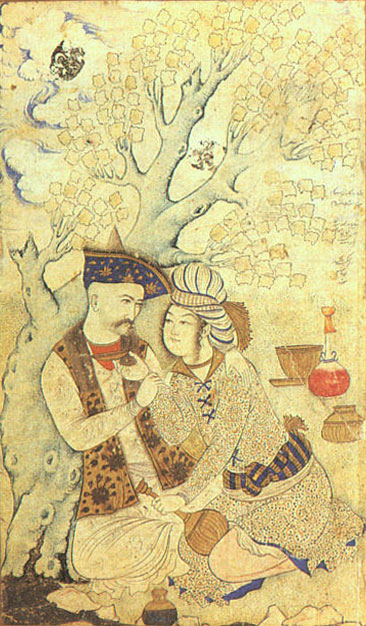
تصویر شمارهٔ ۲ (کامل)
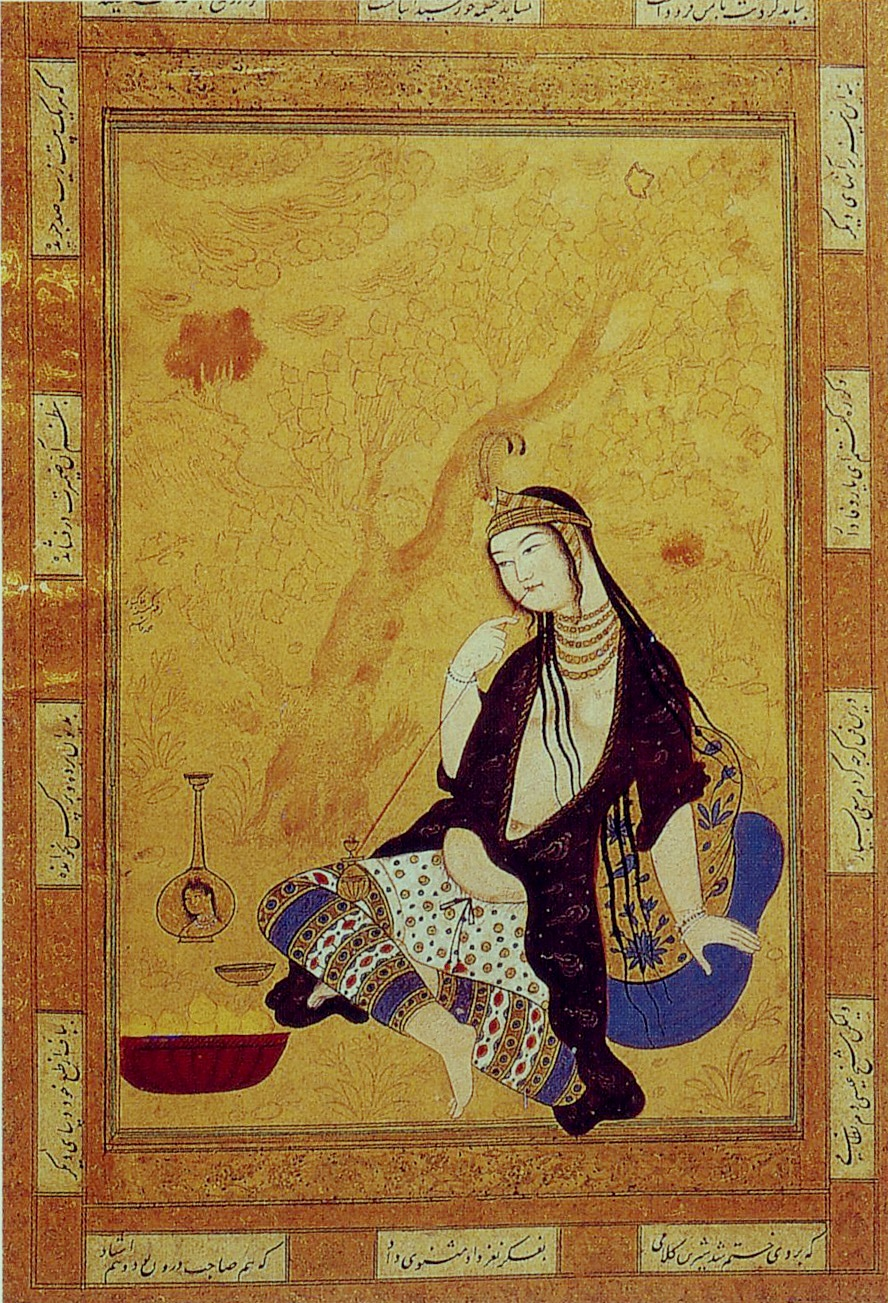
تصویر شمارهٔ ۳
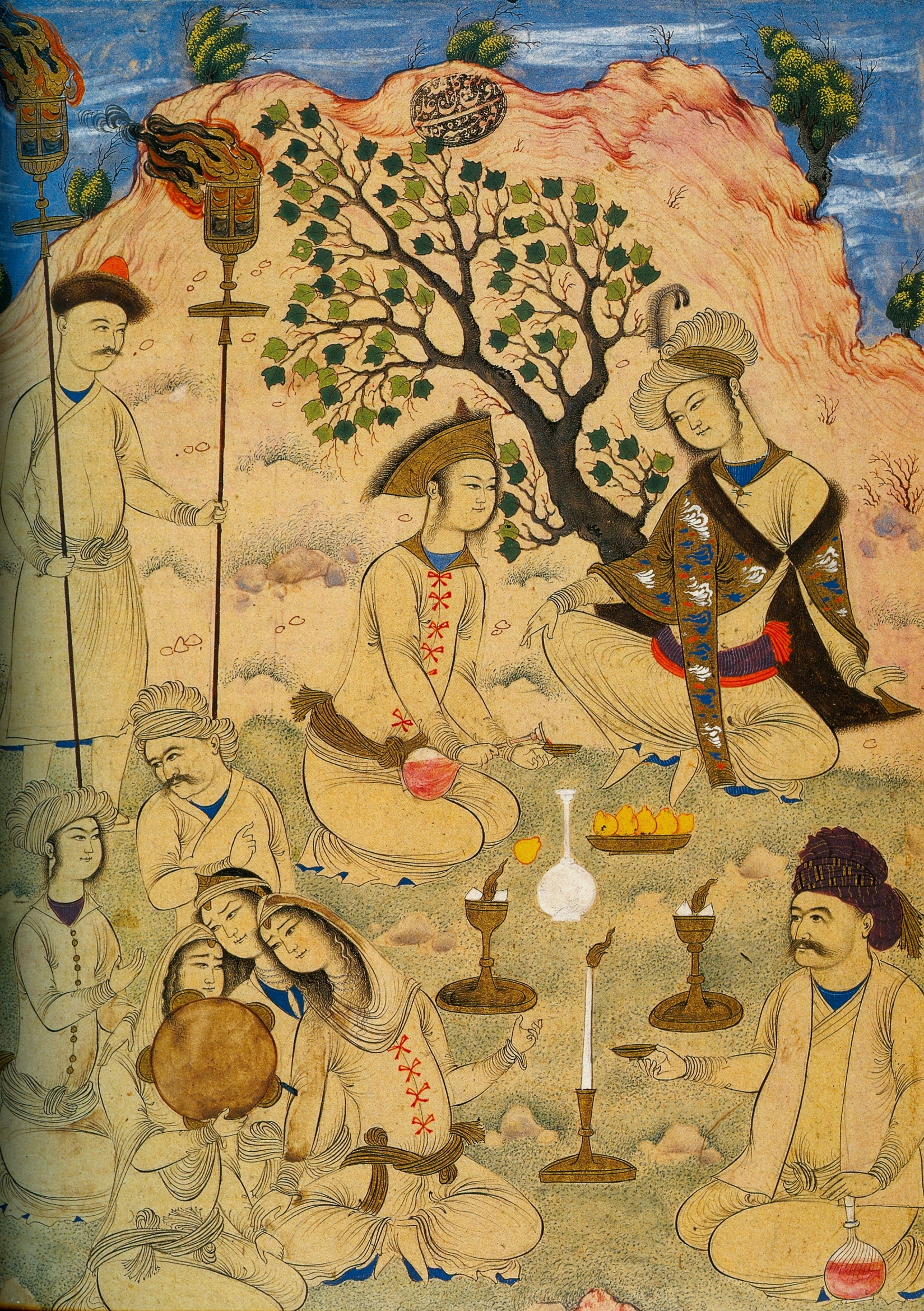
تصویر شمارهٔ ۴
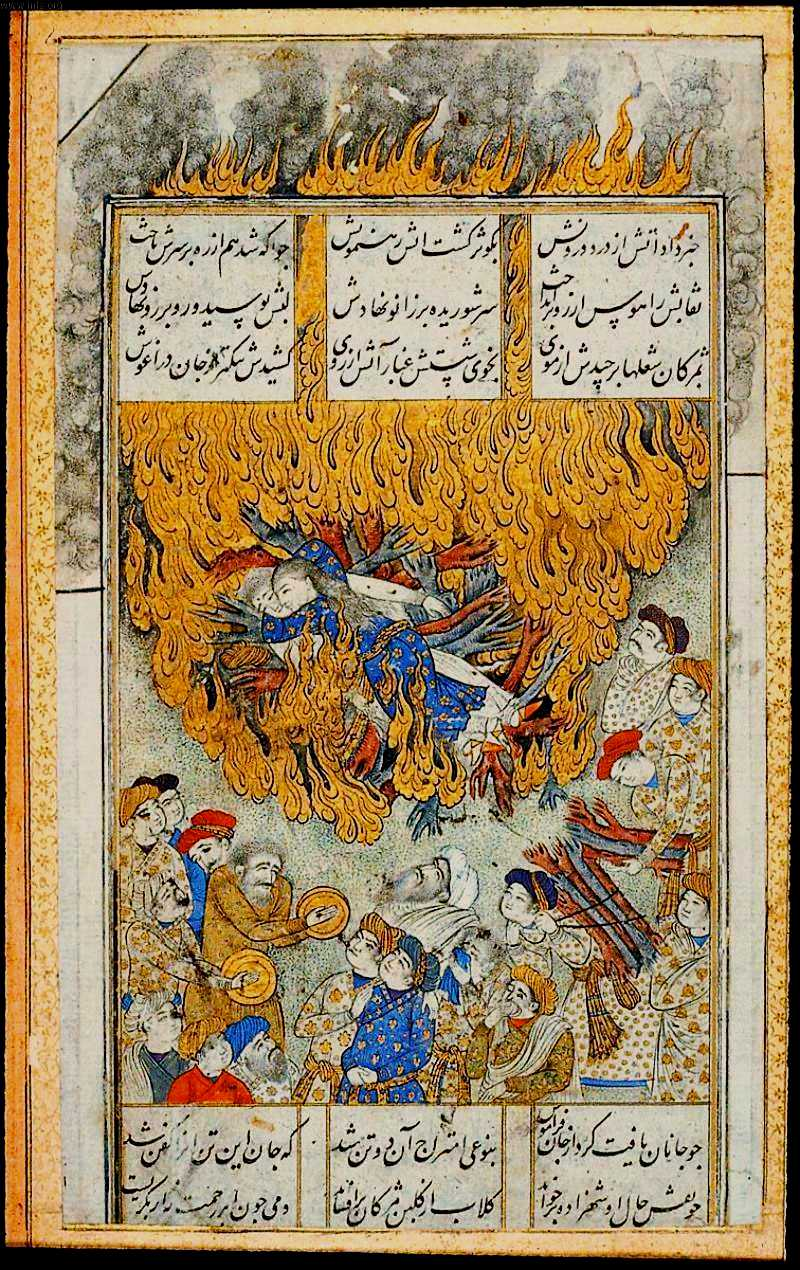
تصویر شمارهٔ ۵

 •  جوان و نامه. تصویر شمارهٔ: ۱
این تصویر را محمدقاسم جهت یکی از امراء یا وزراء ساخته و ضمن ارسال نمونهٔ کار خود نامه‌ای نیز به وی نگاشته و نامه را به دست تصویر نقاشی شده داده‌است. مضمون نامه چنین است:
«هو خانی عظیم الشأنی مد ظلمه الباقی بنده داعی محمد قاسم مصور از جمله بندگان دعا گوست امید که واهب متعال ذات شریف نواب مستطاب مقدس القاب آن خداوندی را از جمیع مکروهات در حفظ خود بدارد چون این کمینه خود را جوان از داعیان قدیمی می‌داند بارسال تصویری که رافع عریضه‌است خود را فرا یاد خاطر ملازمان رسانده ملتمس آنست این داعی را از جملهٔ بندگان دانسته به‌سر افراز نامه و رجوع خدمتی که باعث افتخار است ممتاز می‌فرموده باشند و السلام» •  نگارهٔ شاه عباس و جوان، موزهٔ لوور تصویر شمارهٔ: ۲ •  دختر و قلیان، تاپقاپی سارای استانبول. تصویر شمارهٔ: ۳ •  پذیرایی شاهزاده در هوای آزاد. محفوظ در کتابخانهٔ بریتانیا، گمان بر این است که شاهزادهٔ تصویر، شاه عباس دوم باشد. تصویر شمارهٔ: ۴ •  برگی از سوز و گداز نَوعی خَبوشانی. تصویر شمارهٔ: ۵
مثنوی سوز و گداز محمدرضا نوعی خبوشانی، از شاعران سدهٔ دهم هجری، در باب اجرای آیین سَتی در هند است. بر طبق این آیین، همسر مرد متوفا همراه او خود را به آتش می‌کشید. پیش از خودسوزی، او را آزمون می‌کردند که تا چه پایه در گفته و عمل خود صادق است. اگر صادق می‌بود و تردید نمی‌کرد، او را از خودسوزی منع نمی‌کردند، ولی اگر تردید می‌کرد، ازدواج او با دیگران حلال می‌شد. نوعی در مثنوی سوز و گداز، خودسوزی همسری وفادار را پس از کشته شدن همسرش روایت کرده‌است. این مثنوی چندین بار در ایران کتاب‌آرایی شده‌است. در میان دیوارنگاره‌های کاخ چهل‌ستون، صحنه‌ای هست که خودسوزی زنی را مطابق آیین ستی نشان می‌دهد. نگارهٔ حاضر، به قلم محمد قاسم، تصویر گر همین مجلس است.

## نگاره‌های دیگر
•  «تصویر فلک کردن شاگرد تنبلی با منظرهٔ درخت کهنسال و پربرگی که در زیر پای درخت رقم نهاده:... محمد قاسم سنه ۱۰۱۴»، محفوظ در موزهٔ متروپولیتن •  عشاق هوسباز، میانهٔ قرن هفده، کار محمد قاسم، موزهٔ هنر هاروارد/ موزهٔ آرتور سکلر •  نگارهٔ «برگرفتن بهرام تاج را از میان دو شیر» منتسب به محمد قاسم، ۱۶۰۸ میلادی، در نسخه‌ای از پنج گنج (خمسه) نظامی •  امیر بر تخت، به قلم محمد قاسم، دورهٔ صفوی، ۱۶۴۰ میلادی
قسمت پایین نگاره، زیر تخت امیر، امضا شده: کمینه محمد قاسم مصور
شعر نگاره:
شکوهش با ترحم آشنا شد، به‌حکم امتحان فرمانروا شد
طلب کرد آن بت شیرین لقب را، به کوثر آب داد آن تشنه لب را
به فرمان شه آمد آتش‌آلود، چو سرکش شعلهٔ پیچیده در دود
خرامان شد چو گل بر…، به دستی جان به دستی…
قد چون شعله ار تعظیم خم داد، زمین سجده را فیض ارم داد
شه از لطف اش به پای تخت بنشاند، جواهرهای لب بر فرق اش افشاند. •  پرترهٔ مرد جوان، به قلم محمد قاسم، اصفهان، قرن هفده •  زن و قلیان، محمد قاسم، ۱۶۴۰ تا ۵۰، مجموعهٔ خلیلی، لندن •  نگاره‌ای دیگر از محمد قاسم، با رقم «مشقه محمد قاسم» در موزهٔ بریتانیا •  نمایش تصویر اسکندر بر خودش بایگانی‌شده  در ۳۰ نوامبر ۲۰۱۱ توسط Wayback Machine، نگاره‌ای از شاهنامه قرچغای خان، منسوب به محمد قاسم، در موزهٔ فیتزویلیام.